# Elnur Əliyev
Elnur Əliyev – azerski bokser, brązowy medalista Mistrzostw Świata Kadetów 2005 z Liverpoolu oraz brązowy medalista Mistrzostw Europy Kadetów 2006 w Tiranie. W latach 2012–2013 był wicemistrzem Azerbejdżanu w kategorii lekkopółśredniej i lekkiej, w 2015 został mistrzem kraju w kategorii lekkopółśredniej.

## Kariera
W październiku 2005 zdobył brązowy medal na Mistrzostwach Świata Kadetów w Liverpoolu. W eliminacjach pokonał na punkty (29:22) reprezentanta Indii Dinesha Kumara, w ćwierćfinale pokonał na punkty (31:19) Turka Vefę Karadeniza, a w walce o finał przegrał z Kubańczykiem Yasnierem Toledo. W czerwcu 2006 zdobył brązowy medal na Mistrzostwach Europy Kadetów w Tiranie. W lutym 2007 został juniorskim mistrzem Azerbejdżanu w kategorii piórkowej. 
W 2010 został wicemistrzem Azerbejdżanu w kategorii koguciej.
W 2012 i 2013 zdobywał brązowe medale na mistrzostwach Azerbejdżanu w kategorii lekkopółśredniej i lekkiej.
W styczniu 2015 zdobył mistrzostwo Azerbejdżanu w kategorii lekkopółśredniej.
W 2004, 2005 i 2006 wygrywał turniej President's Cup.